# Kim Jin-won
Kim Jin-won – południowokoreański zapaśnik w stylu klasycznym. Zajął 16 miejsce w mistrzostwach świata w 1987. Złoty medalista mistrzostw Azji w 1989, srebrny w 1991. Wicemistrz świata juniorów z 1982, brąz w 1983 roku.